# Локомотив (Гребінка)
«Локомотив» — український футбольний клуб з міста Гребінка, Полтавська область.
Клуб є одним з найстаріших в області. Заснований 1938 року як команда залізничного вузла станції Гребінка.
Чемпіон області 1993, 1994, 1996, володар кубка 1996. Чемпіони області першої ліги - 2017. 
Срібні призери області першої ліги - 2019.
Чемпіонат України з футболу серед аматорів 1994—1995 в якому команда брала участь не був для неї продуктивним: 4-те місце у третій підгрупі. Посідає 10-те місце в області за сумою титулів.

## Титули
Чемпіонат Полтавської області з футболу
- Чемпіон першої ліги: 2017
- Чемпіон вищої ліги (3): 1993, 1994, 1996.
- Срібний призер (2): 1988, 1992, 2019
- Бронзовий призер (8): 1986, 1987, 1989, 1997, 1998, 1999, 2011, 2021

Кубок Полтавської області з футболу
- Володар (1): 1993, 1994, 1996
- Фіналіст (4): 1946, 1953, 1995, 2008.

## Історія
Футбольні традиції Гребінки складалися десятиліттями.
Складатися гребінківська команда почала ще до війни, в далекому 1938 році, коли на залізничний вузол приїхав працювати інструктором по спорту Олександр Федорович Лавришин. Колишній військовий (закінчив академію Генштабу, працював тут викладачем) був футбольним фанатом. 

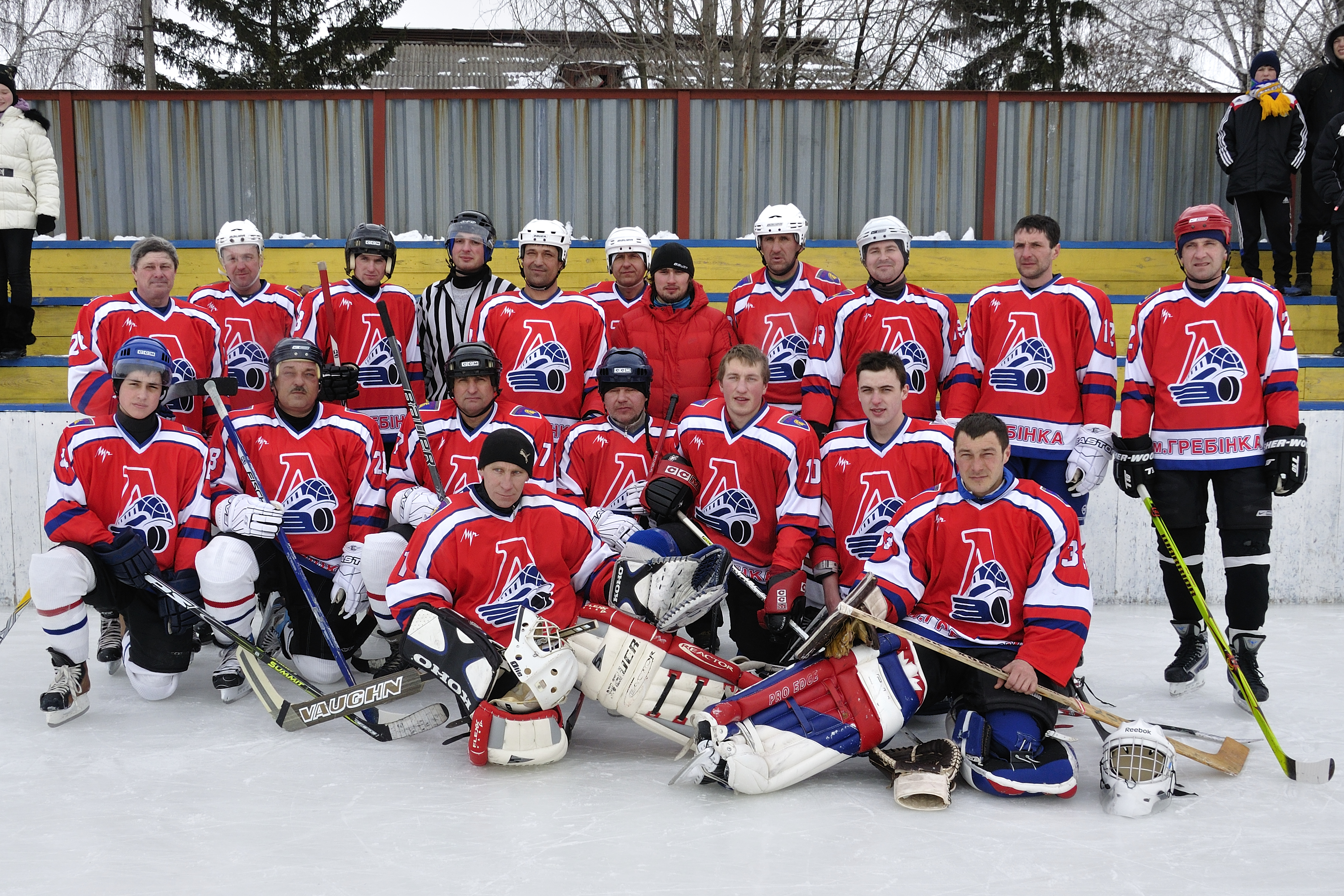
ХК «Локомотив» м. Гребінка

## Відомі гравці
- Володимир Каретник
- Олександр Пучка
- Сергій Усаковський
- Юрій Усаковський